# Бусјер сир Самбр
Бусјер сир Самбр (фр. Boussières-sur-Sambre) насеље је и општина у североисточној Француској у региону Север-Па д Кале, у департману Север која припада префектури Авне сир Елп.
По подацима из 2011. године у општини је живело 526 становника, а густина насељености је износила 160,37 становника/km². Општина се простире на површини од 3,28 km². Налази се на средњој надморској висини од 135 метара (максималној 164 m, а минималној 122 m).

## Демографија
| 1962. | 1968. | 1975. | 1982. | 1990. | 1999. | 2011. |
| ----- | ----- | ----- | ----- | ----- | ----- | ----- |
| 424   | 428   | 412   | 449   | 423   | 429   | 526   |

График промене броја становника у току последњих година